# Osmorhiza aristata
Osmorhiza aristata es una planta  perteneciente a la familia Apiaceae. Fue descripta por primera vez por Carl Peter Thunberg y Johan Andreas Murray. Osmorhiza aristata pertenece al género Osmorhiza de la familia Apiaceae.
La especie habita en bosques en colinas y montañas bajas por todo Japón, y en bosques en faldeos de montañas o bancos de arroyos en praderas en elevaciones entre 250 a 1120 m s. n. m. de China.

## Usos
La raíz es comestible y se la puede consumir cruda o cocida. Las hojas jóvenes pueden ser consumidas crudas o cocidas y agregadas a sopas.

## Galería

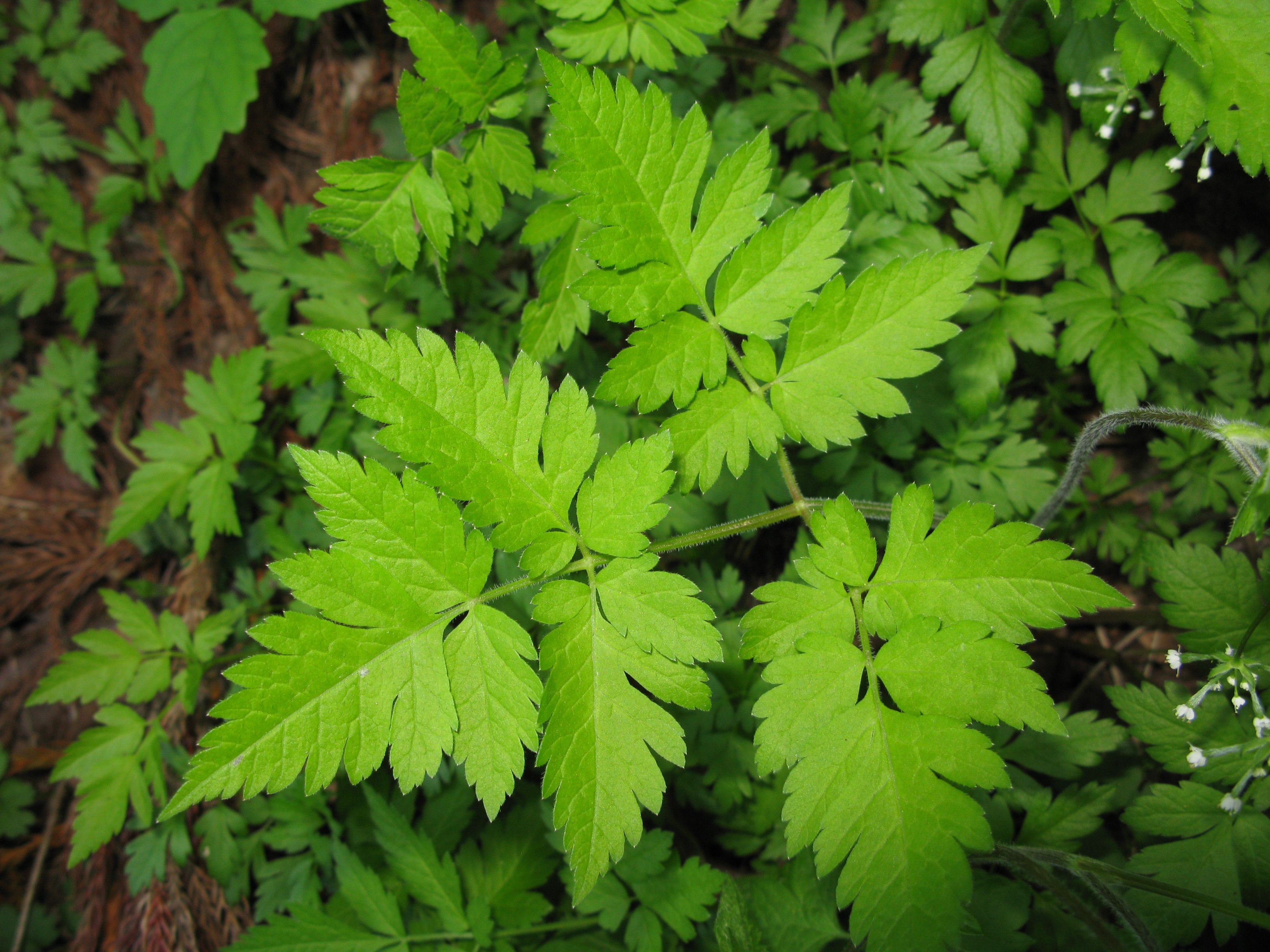
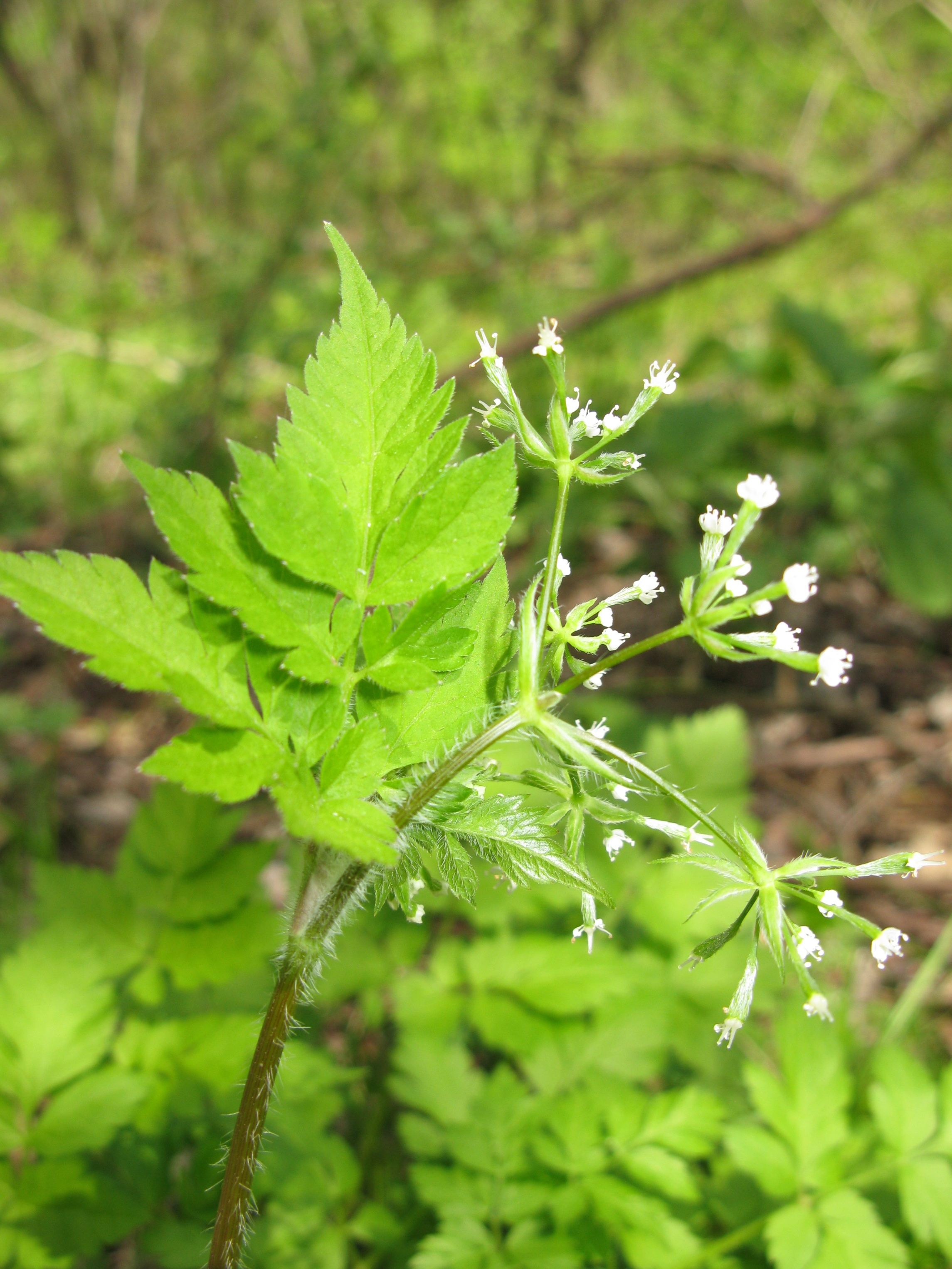